# 李鶴章
李鶴章（1825年—1880年12月31日），字季荃，安徽合肥人，李文安三子，大學士李鴻章弟。

## 生平
李鹤章，字季荃，安徽合肥人，大学士鸿章弟。诸生。从父兄治本籍团练，屡出战有功，以州同用。咸丰十一年，从克菱湖贼垒，复安庆，擢知县，赐花翎。同治元年，从鸿章援江苏，常率亲兵佐督战。北新泾、四江口诸役，功皆最。又攻枝福山、许浦海口贼垒，招降常熟踞贼钱森仁。鸿章引嫌，奏捷不叙其劳，特旨询问，命一体议叙，以知州用，加四品衔。  
二年，会克太仓，规苏州。分诸军为两路，其进昆山一路，以程学启为总统；由常熟进江阴者，鹤章督之。迭战于常熟之王庄，江阴之南漍、北漍、顾山，毁贼垒，破援贼，会克江阴，擢知府。进攻无锡，踞贼黄子隆死守，李秀成屡来援；及苏州既克，溃贼亦麕聚，鹤章督水陆诸军力战克之，以道员记名简放。诏嘉鹤章：“能与兄同心戮力，为国宣勤。此次未行破格之奖，为鸿章功不自私，俾得报劳将士，鼓舞众心。指日常州、金陵次第奏捷，克成全功，更当与郭松林、刘铭传等同膺懋赏。”鹤章进趋常州，与刘铭传会攻，破援贼，解奔牛之围。三年四月，克常州，赐黄马褂，授甘肃甘凉道。是年冬，曾国藩调其军赴湖北。  
四年，以甘肃回乱棘，命赴本任，鹤章以伤发未行。寻疾甚，国藩为奏请开缺，留襄营务。未久，乞病归，遂不出。以捐助山西赈金，加二品衔。光绪六年，卒于家。曾国荃疏陈：“李鸿章平江苏，鹤章与程学启各分统一路。请将战绩宣付史馆，于立功地建专祠。”允之。子李经羲，官至云贵总督。
著有《平吴纪实》四卷，《广名将谱笺注引证》四卷，《浮槎山人文集》一卷，《半仙居诗草》四卷，《平吴竹枝词》一卷。

## 延伸阅读
[在维基数据编辑]
 《清史稿/卷433》，出自趙爾巽《清史稿》
 《清史稿/卷433》